# Pomorie
Pomorie (bulharsky Поморие) je město a přímořské letovisko na jihovýchodě Bulharska, které se nachází na úzkém skalnatém poloostrově v Burgaském zálivu na bulharském černomořském pobřeží. Leží v Burgaské oblasti 20 km od Burgasu a 18 km od Slunečního pobřeží. V bezprostřední blízkosti lze nalézt extrémně slané Pomorijské jezero, nejsevernější z Burgaských jezer.
Pomorie je starobylé město a vyhledávaná turistická destinace. V září 2005 zde žilo okolo 14 600 obyvatel.

## Název
Pomorie bylo založeno starověkými Řeky pod jménem Anchialos (řecky Αγχίαλος). Tento název byl odvozen od starořeckého „anchi-“ („blízko“) a „als-“ (může znamenat „sůl“ nebo poetické neobvyklé slovo pro „moře“). Do latiny bylo překládáno jako Anchialus. Protobulhaři jej nazývali Tuthom, ačkoliv se v bulharštině častěji nazývalo „Анхиало“ (Anhialo) odvozené od řeckého základu. Za osmanské nadvlády bylo město nazýváno Ahyolu. V roce 1934 bylo přejmenováno na Pomorie z bulharského „po-“ (v tomto smyslu „blízko“) a „more“ („moře“) v souvislosti s jedním ze dvou originálních řeckých významů.

## Historie

### Starořecká kolonie a římské centrum

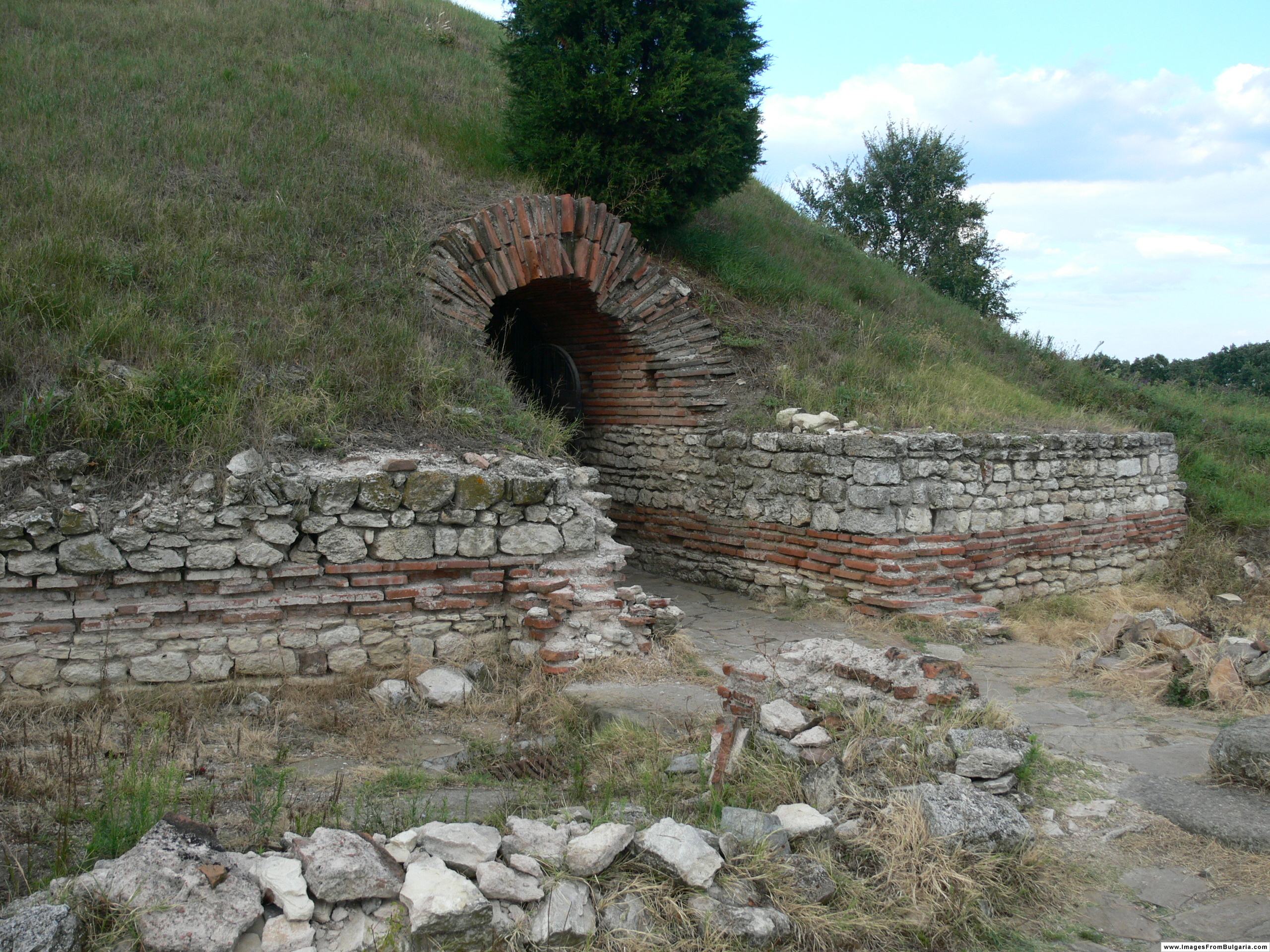
Starobylá thrácká hrobka v Pomorie

Sídlo nazývané Anchialos bylo pravděpodobně založeno v 5. nebo 4. století př. n. l. jako kolonie města Apolonia (dnes Sozopol). Zmínku o něm lze jako o malém městě nalézt ve Strabónově spise Geographica. Ve 2. století př. n. l. bylo nakrátko obsazeno městem Messembria (Nesebar), ale bylo dobyto Apolonií zpět. Jeho hradby byly zničeny.
Západní pobřeží Černého moře bylo nakonec dobyto Římany pod vedením generála a politika jménem Marcus Licinius Crassus v letech 29 – 28 př. n. l. Stalo se tak po nepřetržitých vojenských taženích v oblasti od let 72 – 71 př. n. l. Hradby byly mezitím znovu vystavěny, jak dokazuje Publius Ovidius Naso v roce 9 n. l. na své cestě do Tomis. V 1. století n. l. byl Anchialos součástí Odrysianského království. Podle raně byzantského historika Prokopia zde žila v 6. století n. l. thrácká populace. Nezávislost Odrysianského království skončila v roce 45 n. l., kdy se Anchialos stal součástí římské provincie Thrákie a byl formálně prohlášen městem císaře Trajána. V té době byla městem kontrolována velká území od měst Augusta Trajana (Stara Zagora) po Tundza mezi východem a západem a Messenbria a Burgasko ezero mezi severem a jihem. Anchialos si osvojil vzhled římských měst a mezi 2. a 3. stoletím za severovské dynastie dosáhl značné prosperity.

### Raná byzantská vláda
Nicméně invaze barbarských kmenů ze severu ve 3. století znamenala konec prosperity. Gótové Anchialos zakrátko okolo roku 270 dobyli. 28. – 30. října 294 stanul ve městě Dioklecián. Jeho reformy společně s reformami Konstantina I. Velikého na chvíli obnovily prosperitu města. Z důvodu blízkosti hlavního města Konstantinopol učinili Anchialos klíčovým potravinovým zásobovacím centrem.
Theodorich Veliký projel městem v roce 476 na cestě do Adrianople. Byzantský generál Vitalián vzbudil v regionu v roce 513 povstání a za krátko převzal kontrolu nad městem Anchialos a městy sousedícími, aby jejich síly mohl vzápětí použít na útok proti Konstantinopoli, dokud nebyl v roce 515 poražen. V 5. – 6. století se stalo sídlem arcibiskupa.
Invaze Avarů a Slovanů v roce 584 způsobila dobytí Anchialu a zničení jeho opevnění. Avar Bajan I. učinil město na několik měsíců svou rezidencí a s Byzanci zacházel mírumilovně. V předvečer svých kampaní navštívil město Maurikios, aby se podíval, jak probíhá jeho rekonstrukce.

### Byzantská a bulharská vláda
Po roce 681 po vzniku První bulharské říše na severu hrál Anchialos důležitou roli v mnoha konfliktech mezi oběma říšemi. Roku 708 byly síly Justiniána II. zcela poraženy bulharským chánem Tervelem. 30. června 763 byli Bulhaři pod vedením chána jménem Telec poraženi byzantskou armádou Konstantina V.
V květnu 783 podnikla Irena demonstrativní vojenské tažení přes Thákii a obnovila zničené opevnění města Anchialos. Město bylo nejprve roku 812 dobyto Bulharskou říší pod vedením chána Kruma. Byzantská říše obnovila kontrolu nad městem v roce 864.
Bitva u Anchiala, která se uskutečnila 20. srpna 917, byla jedním z nejlepších vojenských úspěchů cara Symeona I. Jeho armáda rozdrtila početně mnohem silnější byzantské síly vedené generálem jménem Leo Phokas. Bulharsko si udrželo město až do roku 971, kdy jej Byzantská říše znovu dobyla a držela po dvě století, protože Bulharsko bylo podrobeno. Po obnovení Bulharského státu změnilo Anchialos ruce ještě několikrát, dokud nebylo v říjnu 1366 obsazeno benátskými rytíři vedenými Amadeem VI. Savojským.

### Osmanská nadvláda
Po osmanské invazi na Balkán ve 14. století zůstal Anchialos byzantským valem, dokud nebyl dobyt v roce 1453 společně s Konstantinopolí. Jako součást osmanských administrativních celků se stalo centrem kazy zahrnující oblast kolem města Sozopol pod jménem Ahyolu. Bylo centrem eparchie Konstantinopolského patriarchátu a nadále sloužilo jako kulturní, náboženské, ekonomické a administrativní centrum regionu až do začátku 19. století, protože se zde po roce 1453 usadilo mnoho byzantských rodin. Pocházejí odsud dva konstantinopolští patriarchové: Michael III. Anchialský (1170 – 1178) a Jeremiáš II. Tranos (1572 – 1579, 1580 – 1584, 1587 – 1595).
Během Rusko-turecké války v letech 1828 – 1829 byl Anchialos obsazen 11. července 1829 ruskými silami a držen po jeden rok. V té době byl převážně osídlen Řeky a Bulhary. Žilo zde 5000 – 6000 obyvatel a bylo tu šest ortodoxních kostelů a mešita. Když se ruská vojska stáhla, celá oblast dnešního východního Bulharska se postupně vylidňovala, protože mnoho lidí prchalo do křesťanských zemí na severu. V roce 1856 byl založen klášter sv. Jiří. Město bylo centrem kazy v sandžaku İslimye v Edirneské provincii (před rokem 1878 jako Ahyolu).

### Svobodné Bulharsko

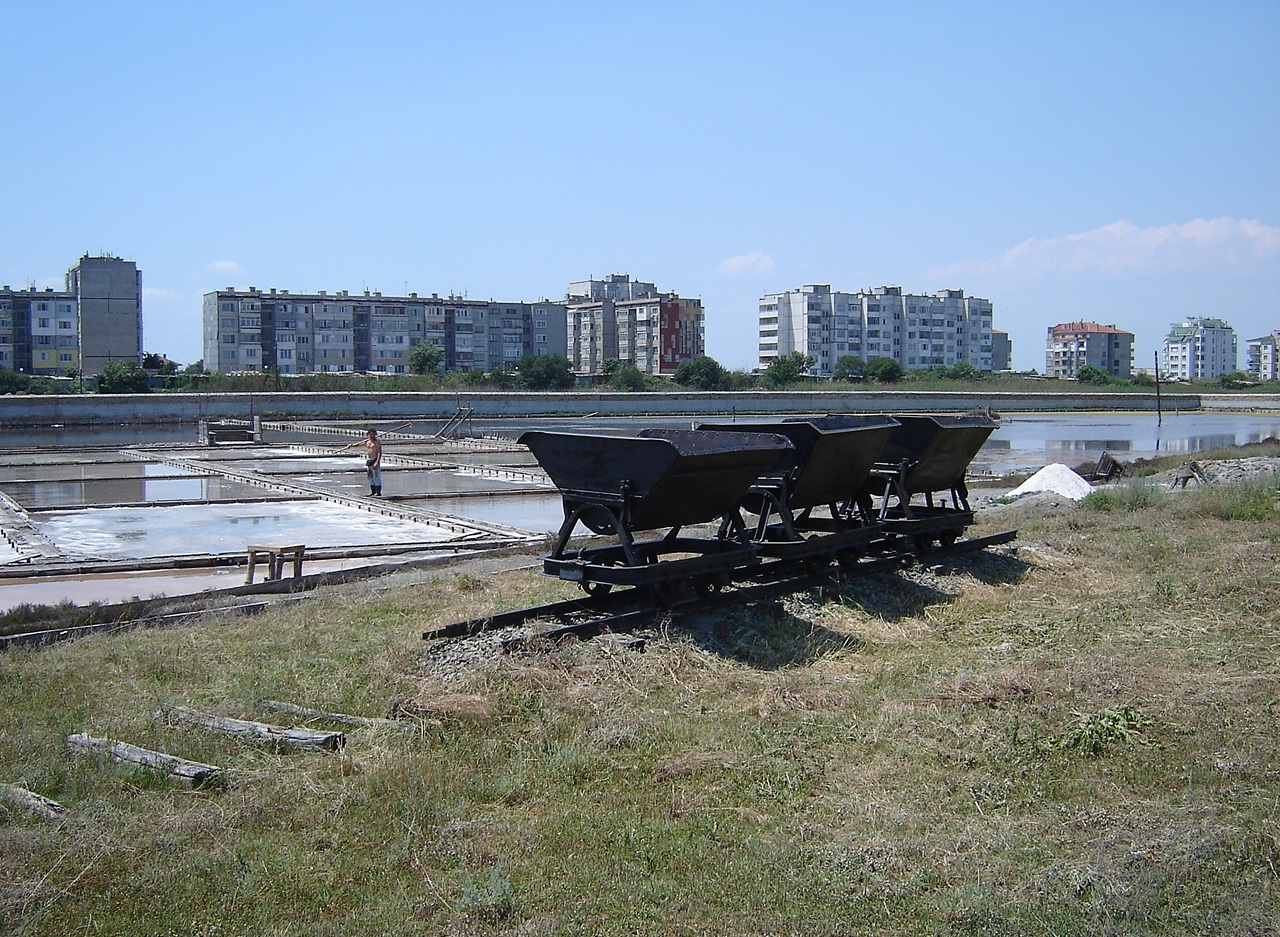
Solivary v Pomorie

Anchialos byl osvobozen z osmanské nadvlády 27. ledna 1878 a stal se součástí Východní Rumélie jako centrum kazy v Burgaském sandžaku, dokud se Bulharsko roku 1886 nesjednotilo. Během 19. a 20. století město postupně ztrácelo na významu z důvodu rychle se vyvíjejícího Burgasu. Stalo se centrem produkce vína a soli. Roku 1934 bylo přejmenováno na Pomorie. Domov zde našlo mnoho emigrantů z Východní Thrákie, především z oblasti okolo Kırklareli po první světové válce. Nahradili tak Řeky, kteří emigrovali v první dekádě 20. století a v roce 1906 založili v Řecku město Nea Anchialos.

## Pamětihodnosti
- Městské muzeum a galerie
- Muzeum soli
- Starobylá thrácká hrobka (3. století n. l.)
- Tradiční dřevěné domy z 19. století
- Kostel narození nejsvětější Matky Boží (1890)
- Kostel proměnění Páně
- Klášter sv. Jiří
- Javorovy kameny